# 드래그 퀸

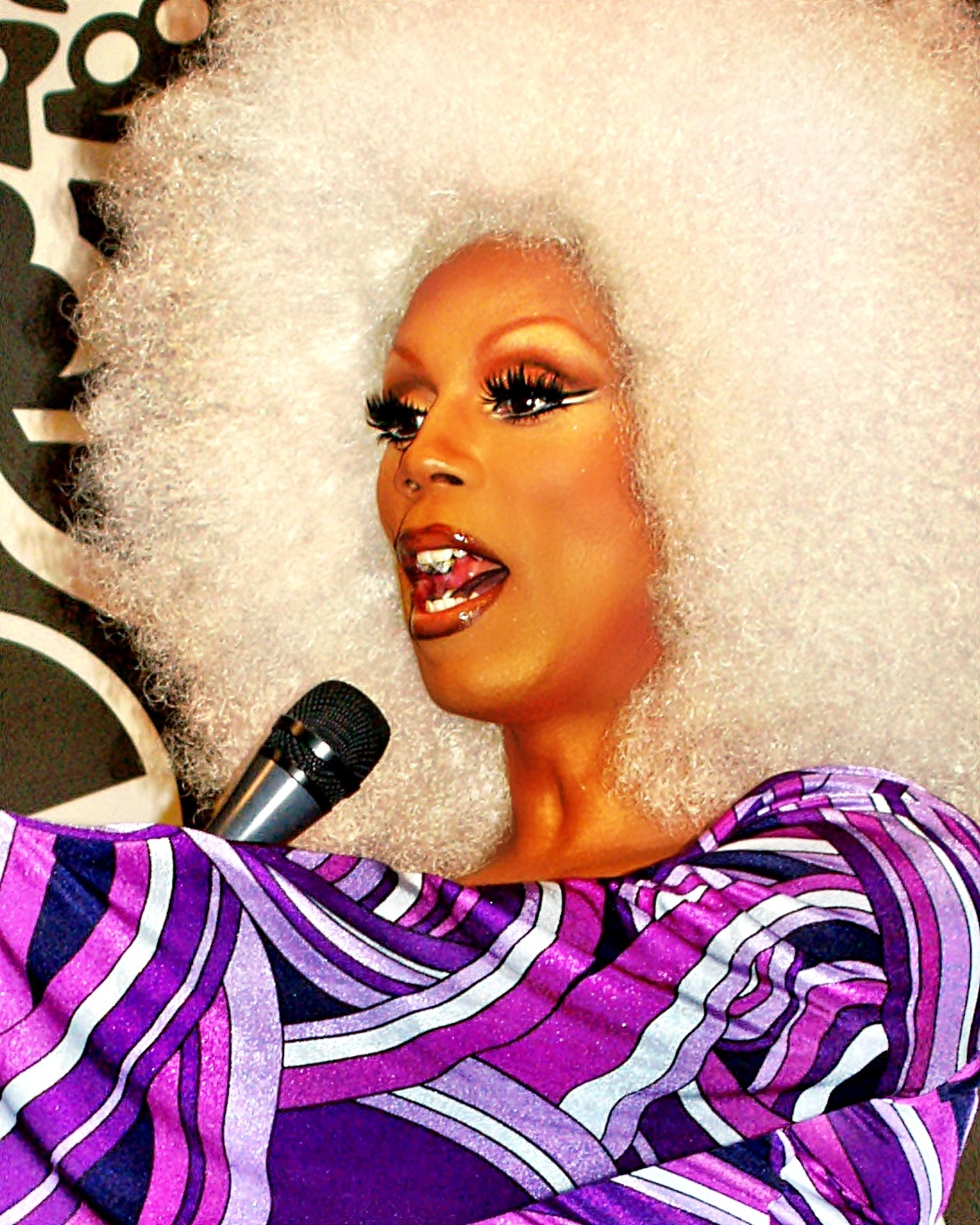
루폴은 《루폴의 드래그 레이스》 시리즈로 유명한 드래그 퀸이다.

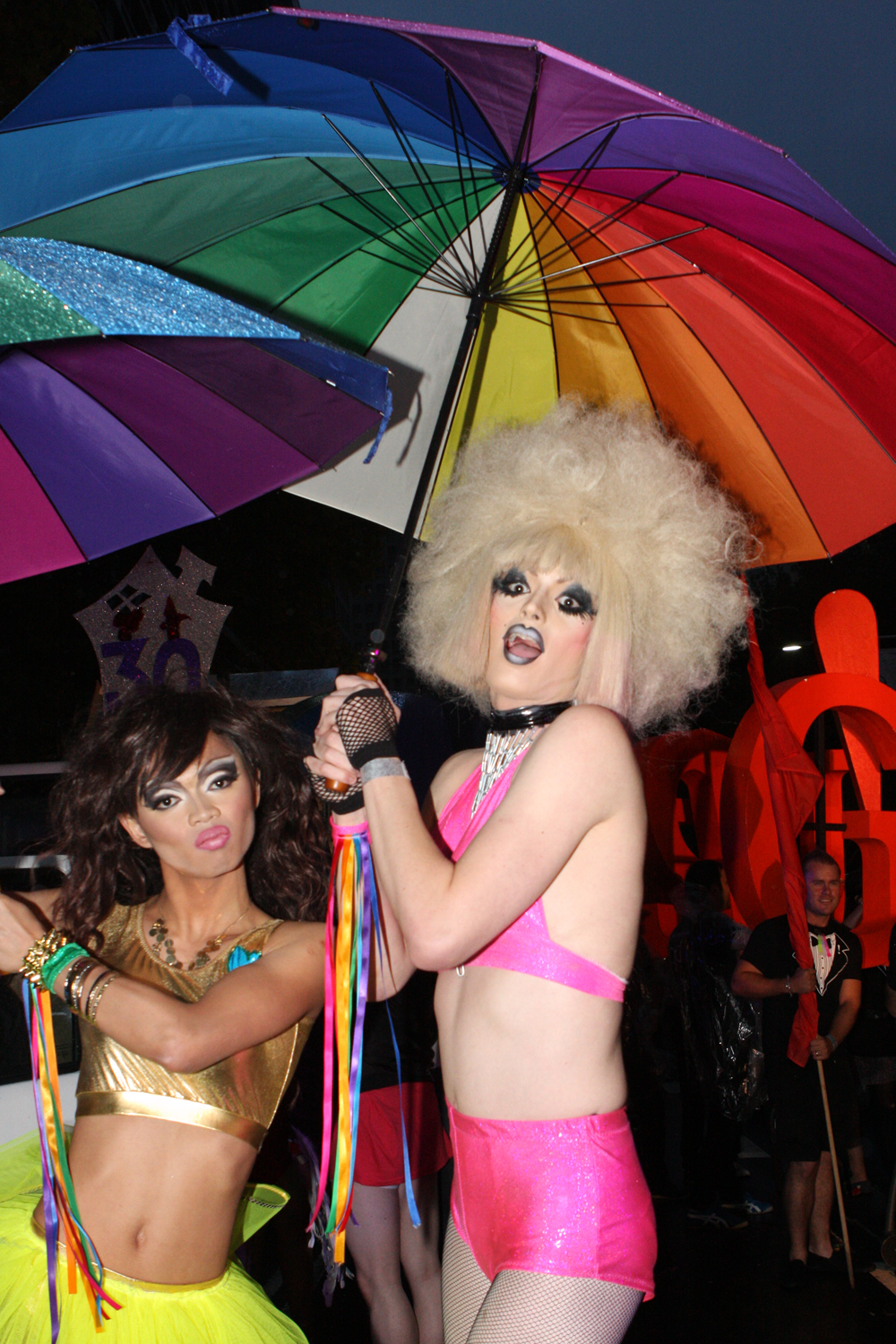
2012년 시드니 마디 그라에 참가한 드래그 퀸

드래그 퀸(drag queen)은 엔터테인먼트를 목적으로 여성 성별 기호와 성 역할을 모방하고 종종 과장하는 드래그 의상과 화장을 하는 사람이다. 역사적으로 대부분의 드래그 퀸은 남성이 여성의 옷을 입었다. 현대의 드래그 퀸은 동성애자 남성과 동성애자 문화와 관련이 깊지만 어떠한 젠더나 성별 정체성도 드래그 퀸이 될 수 있다.
사람들은 자기 표현에서 주류 공연에 이르기까지 다양한 이유로 드래그 활동에 참여한다. 드래그 쇼에는 립싱크와 라이브 노래, 춤이 자주 포함된다. 드래그 퀸은 게이 프라이드 퍼레이드와 드래그 미인 대회와 같은 행사를 비롯해 카바레와 나이트클럽과 같은 장소에서 활동한다. 드래그 퀸은 유형과 문화, 헌신의 정도에 따라서 영화에 출연하는 전문가부터 가끔씩 드래그를 하는 사람까지 다양하게 나타난다.

## 용어 및 범위, 어원
드래그라는 단어의 기원은 확실하게 알려진 것이 없다. 여성의 옷을 입은 남성 배우를 드래그라고 언급한 최초의 기록은 1870년이다. 대부분의 역사에서 드래그 퀸은 남성이었지만, 현대에는 시스젠더와 트랜스여성, 논바이너리도 드래그 퀸 역할을 수행한다. 미국의 대중심리학 잡지 《사이콜로지 투데이》는 2018년 기사에서 드래그 퀸이 "대부분 일반적으로 게이 시스젠더 남성(많은 드래그 퀸이 다양한 성적 지향과 성정체성을 가지고 있지만)"이라고 언급하였다. 트랜스 퀸이라고도 부르는 트랜스여성 드래그 퀸의 대표적인 예로는 모니카 베벌리 힐즈, 페퍼민트가 있다. 시스젠더 여성 드래그 퀸은 포 퀸(faux queen)이나 바이오퀸이라고도 부르는데 두 용어 모두 문제가 될 여지를 가지고 있다. 포 퀸은 이들의 드래그가 가짜임을 내포하고 있으며, 시스젠더 여성만을 바이오퀸이라고 부르는 것은 트랜스 여성 퀸 또한 여성의 몸을 가지고 있기 때문에 잘못된 명명이다. 드래그 퀸에 대응하는 관계에는 드래그 킹이 있다. 드래그 킹은 보통 여성이 공연자가 되어 남성성이 과장된 옷을 입는다. 드래그 킹처럼 옷을 입은 트랜스 남성을 때때로 트랜스 킹이라고 부른다.

### 여성 흉내꾼
드래그 퀸을 표현하는 또 다른 용어로 여성 흉내꾼(female impersonator)이 있다. 일부 지역에서 여성 가장은 불법이었거나 계속해서 불법인 상태인데, 여기에 영감을 받은 드래그 퀸 호세 사리아는 친구들에게 "나는 소년이다"(I am a boy)라는 꼬리표를 나눠주어 여성 가장 혐의에서 벗어났다. 미국의 드래그 퀸 루폴은 "나는 여성을 흉내내지 않습니다! 당신은 7인치 힐을 신고, 4피트 가발을 쓰고, 몸에 꽉 끼는 드레스를 입는 여성을 얼마나 알고 있나요?"라고 물으며 "나는 여성처럼 입는 게 아닙니다. 나는 드래그 퀸처럼 입어요!"라고 말하였다.

### 대체 용어

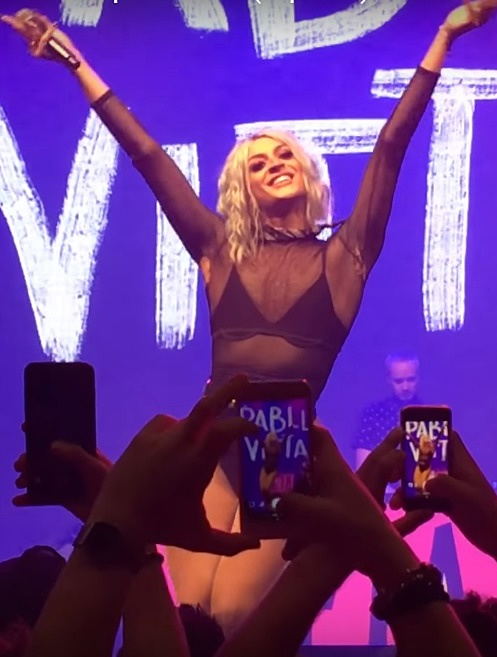
파블루 비타르는 브라질의 드래그 퀸이자 가수, 작곡가이다.

일부 드래그 퀸은 드래그를 하는 동안 "그녀"라고 불리는 것을 선호하여 캐릭터를 완전히 유지하고자 한다. 루폴과 같은 다른 드래그 퀸은 어떤 대명사가 자신들을 지칭하는 지에 대해 완벽하게 무관심한 것처럼 보인다. 루폴은 다음과 같이 말하였다. "저를 그(he)라고 불러도 됩니다. 그녀(she)라고 불러도 됩니다. 리지스(Regis)와 케이시 리(Kathie Lee)라고 불러도 됩니다. 상관 없어요! 당신이 저를 부르는 한"
드래그 퀸을 때때로 이성복장도착자라고 부르기도 하나, 이 용어는 드래그 퀸이라는 용어보다 다른 의미를 많이 지니고 있으며, 많은 드래그 퀸이 이 표현을 선호하지 않는다. 미국에서는 트래니(tranny)라는 용어도 루폴을 비롯한 일부 드래그 공연자와 게이 남성 공동체가 사용하였지만, 이 용어는 대부분의 트랜스젠더와 트랜스섹슈얼에게 불쾌감을 주는 용어로 받아들여진다.
많은 수의 드래그 공연자가 스스로를 드래그 퀸이 아닌 드래그 아티스트라고 칭하는데, 이것은 드래그의 현대적인 형태가 논바이너리 성향을 띠어가는 것에서 기인한다.

### 드문 용어
오늘날 드래그 퀸 세계에서는 트랜스젠더 드래그 퀸이 실제로 "드래그 퀸"이라고 여겨지는 지에 대한 논쟁이 계속해서 이어지고 있다. 어떤 사람들은 드래그 퀸이 여성을 묘사하는 남성으로 정의되기 때문에 트랜스젠더 여성이 드래그 퀸이 될 수 없다고 주장한다. 드래그 킹은 남성적 미학을 가장하는 생물학적 여성이다. 하지만 항상 그런 것은 아닌데, 바이오킹과 바이오퀸, 포 퀸처럼 고조되거나 과장된 젠더 표현을 통해 자신의 생물학적 성을 공연하는 사람도 있기 때문이다.

## 드래그의 역사

### 미국

#### 최초의 드래그 무도회
스스로를 "드래그의 여왕"으로 묘사한 최초의 사람은 윌리엄 도시 스완으로, 메릴랜드주 핸콕에서 노예의 자녀로 태어났다. 1880년대 워싱턴 DC에서 그가 주최한 드래그 무도회에는 과거에 노예 출신이었던 남성들이 참석하였고, 종종 경찰에게 급습을 당하여 신문에 기록되기도 하였다. 1896년 스완은 "무질서한 집 운영"(매춘굴 영업의 완곡 표현)이라는 거짓 혐의로 10개월의 징역형을 선고 받았으며, 드래그 무도회를 개최한 것에 대해 대통령에게 사면을 요청하였으나 거절 당하였다.

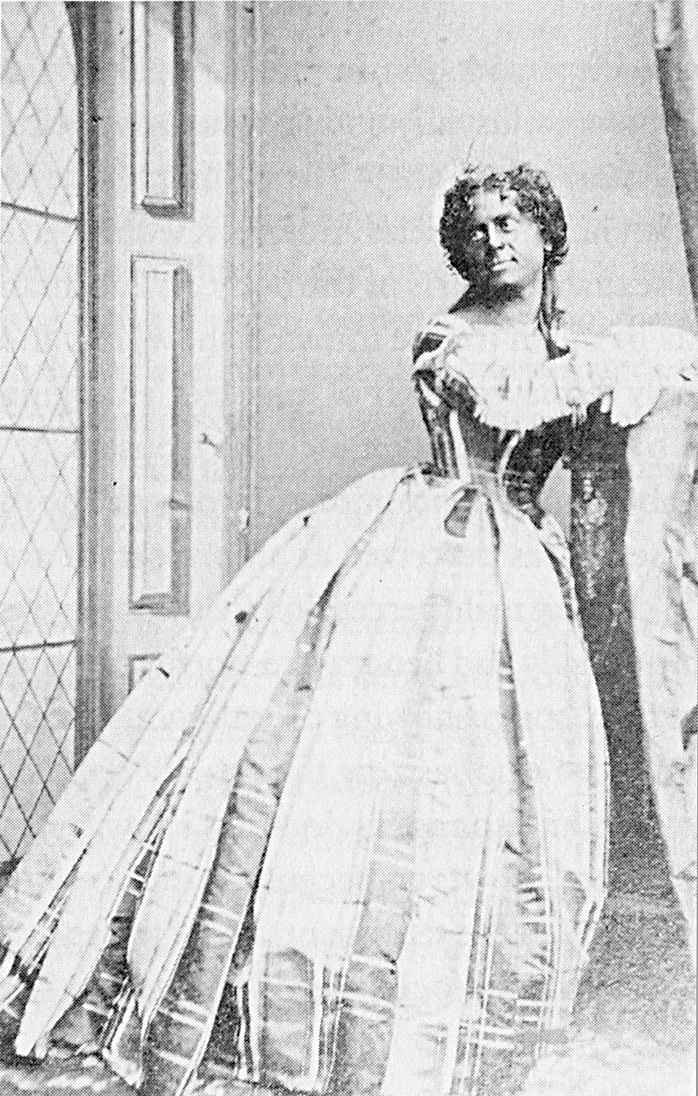
19세기 후반 민스트럴 쇼에서 아프리카계 미국인 여성으로 블랙페이스 분장을 한 백인 남성 유진 다멜리

#### 민스트럴 쇼
미국의 드래그 퀸 발달은 블랙페이스 민스트럴 쇼의 발달에 영향을 받았다. 공연자들은 본디 아프리카계 미국인 남성만을 조롱하였으나, 시간이 지남에 따라 아프리카계 미국인 여성을 조롱하는 것에도 재미를 느꼈다. 이들은 여장을 하고 코미디 촌극과 춤, "웬치"(wench) 노래를 공연하였다.

#### 보드빌과 여성 흉내꾼

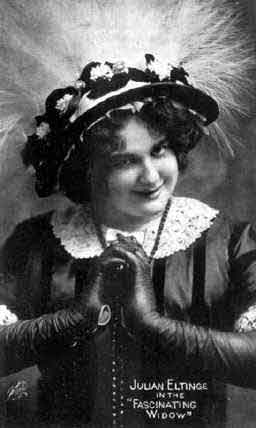
1910년대 초 매혹적인 과부로 분장한 여성 흉내꾼 줄리언 엘팅

민스트럴 쇼의 광범위한 코미디 스타일은 1800년대 후반부터 1900년대 초까지의 보드빌 쇼를 발전시키는 데 도움이 되었다. 이러한 변화로 "웬치 플레이어"(wench players)는 "프리마 돈나"(prima donnas)가 되었고, 코미디 요소는 유지하면서 더욱 우아하고 세련된 양식을 갖게 되었다. "웬치"가 순전히 미국의 창작물인 반면, "프리마 돈나"는 미국과 더불어 셰익스피어 배우와 카스트라티같은 유럽의 크로스드레싱 공연의 영향을 받았다. 시골에서 도시로의 이동, 아프리카계 미국인의 대이동, 이민자의 유입 등으로 인해 미국의 인구 통계가 변화하면서 보드빌의 광범위한 코미디와 음악은 청중을 민스트럴 쇼 수준에서 더욱 확장하였다.
보드빌이 대중화됨에 따라 여성 흉내꾼도 인기를 얻게 되었다. 많은 여성 흉내꾼이 보드빌에서 로우 코미디로 시작해 프리마 돈나 역할을 공연하는 위치에 오르고자 노력하였다. 이들은 여러 의상을 바꿔 입어가며 정해진 노래와 춤을 공연하였다. 뉴욕시에서 유명했던 여성 흉내꾼 줄리언 엘팅은 성공을 거두어 브로드웨이 무대에 여성 역할로 공연까지 하게 되었다. 그는 미용과 패션 팁을 실은 잡지 《매거진 앤 뷰티 힌트》(Magazine and Beauty Hints, 1913년)를 출간하였으며, 코르셋과 화장품 광고를 내기도 하였다. 한편, 샌프란시스코의 보스웰 브라운은 웨스트코스트 최고의 여성 흉내꾼이었다. 그는 그랜드 오페라 하우스와 센트럴 시어터를 비롯한 여러 극장에서 공연하였으며, 유나이티드 보드빌과 함께 순회 공연을 하고 나중에는 맥 세네트가 제작한 영화 《베를린의 양키 두들》(1919년)에도 출연하였다.
당시 여성 흉내꾼은 이성애자 백인 남성만으로 국한되었고, 어떠한 예외든 처벌을 받았다. 성노동 및 동성애와 연결되면서 결국 진보 시대동안 보드빌은 쇠퇴의 길을 걷게 되었다. 민스트럴과 보드빌 시대 여성 흉내꾼의 음악과 춤, 코미디와의 연관성은 오늘날까지 이어진다.

#### 나이트 클럽
1900년대 초중반에 여성 흉내가 성소수자 공동체와 연결되면서, 이 행위가 갖게 된 범죄성에 따라 형태와 장소도 바뀌었다. 인기있는 주류 엔터테인먼트에서 샌프란시스코의 텐덜로인과 같은 우범 지역의 밤에만 행해지는 것이 된 것이다. 이곳에서 여성 흉내는 오늘날 우리가 아는 드래그와 드래그 퀸으로 진화하기 시작하였다. 호세 사리아와 알레시아 브레바드같은 드래그 퀸이 처음으로 클럽에서 두각을 나타내기 시작했다. 사람들은 젠더와 성별의 경계를 무너뜨리고자 나이트클럽으로 갔고, 이 장소는 성소수자 공동체, 특히 동성애자 남성이 거리낌 없이 받아들여진다고 느끼는 곳이 되었다. 성소수자 문화가 미국 사회에서 서서히 받아들여짐에 따라서 드래그 또한 완전히는 아니지만 오늘날의 사회에서 더 많이 받아들여지고 있다.

#### 시위
쿠퍼 도넛 항쟁은 1959년 5월 로스앤젤레스에서 발생한 사건으로, 드래그 퀸과 레즈비언, 트랜스젠더 여성, 게이 남성의 항쟁이었으며, 미국 최초의 성소수자 봉기 중 하나였다.
드래그 퀸과 여러 성소수자가 관여한 콤프턴 카페테리아 항쟁은 1966년 샌프란시스코에서 발생하였다. 이 사건은 샌프란시스코 지역 트랜스젠더 운동의 시작을 알렸다.
1968년 3월 17일 로스앤젤레스에서 LAPD의 함정수사와 괴롭힘에 항의하고자 두 명의 드래그 퀸 "더 프린세스"(The Princess)와 "더 더체스"(The Duchess)가 크루징 장소이자 경찰 활동의 빈번한 표적이 되는 그리피스 공원에서 성 패트릭의 날 파티를 열었다. 이 날 하루동안 200여명이 넘는 게이 남성이 서로 교류하였다.
또한 드래그 퀸은 1969년 6월 28일 이른 아침 시간 뉴욕 맨해튼 근교 그리니치 빌리지의 스톤월 인에서 발생한 경찰 급습에 저항하고자 성소수자 공동체 구성원들이 벌인 일련의 자발적, 폭력적 시위인 스톤월 항쟁에도 참여하였다. 이 항쟁은 미국의 동성애자 해방 운동의 촉매이자 미국의 성소수자 권리를 위한 현대적 투쟁으로 널리 알려져 있다.
1976년 여름동안 뉴욕 파이어 아일랜드 파인스의 한 식당에서 드래그를 한 테리 워런이라는 손님의 입장을 거부하였다. 체리 그로브에 있는 워런의 친구들은 소식을 들은 뒤 드래그 복장을 입고 1976년 7월 4일 수상 택시를 통해 파인스로 향하였다. 이 사건은 매년마다 드래그 퀸이 파인스로 이동하는 파인스 침략이라는 연례 행사가 되었다.

#### 도서관 이야기 시간
2015년 12월, 레이더 프로덕션과 미셸 티가 드래그 퀸 스토리 아워라는 개념을 만들었다. 샌프란시스코 공공 도서관에서 시작된 드래그 퀸 스토리 아워는 2016년 여름 브루클린 공공 도서관에서도 시행되었으며, 미국과 캐나다, 영국의 다양한 도서관과 박물관, 서점, 레크리에이션 센터, 공원을 순회하였다. 이 행사는 때때로 도서관과 주최측에 대한 반발을 일으키기도 하였다.

### 캐나다
1940년대의 존 허버트는 드래그 미인 대회에 참여하기도 했던 사람으로, 여성처럼 입고 있었을 때 강도 미수 사건의 피해자가 되었다. 가해자는 허버트가 성관계를 권유했다고 거짓으로 주장하였고, 허버트는 캐나다의 동성성행위법에 따라 외설 혐의로 고발 당하여 유죄 판결을 받았다. 유죄 선고를 받은 허버트는 온타리오 궬프의 소년원에서 형을 살게 되었다. 이후 허버트는 미미코의 교정 학교에서 외설죄로 또 다른 형을 받았다. 허버트는 자신의 수감 생활을 바탕으로 1964년 《행운과 남자의 눈》(Fortune and Men 's Eyes)을 집필하였다. 책에서 작가의 자전적 인물인 퀴니(Queenie)가 등장한다.
1973년 미셸 트랑블레가 제작한 드래그 퀸을 다룬 최초의 캐나다 연극 《호산나》가 몬트리올 콰트수 극장에서 공연되었다.
1977년 캐나다 영화 《아웃레이저스!》는 드래그 퀸 크레이그 러셀이 주연을 맡았으며, 주류 극장에서 개봉한 최초의 게이 테마 영화 중 하나가 되었다.
1980년 토론토의 세인트 찰스 태번에서 열린 연례 핼러윈 공연에서 한 경찰관이 처음으로 호모포비아의 괴롭힘에서 동성애자 관중과 드래그 퀸을 보호하였다.

### 유럽

#### 팬터마임 데임
1800년대 후반에서 1900년대 중반까지 팬터마임 데임은 여성 흉내의 한 형태로 유럽에서 인기를 끌었다. 이것은 유럽에서 셰익스피어 비극 및 이탈리아 오페라와 대조적으로 공연 일부에서 코미디를 사용하는 여성 흉내의 첫 시대였다. 데임은 "차우먼"에서 "그란데 데임"에 이르는 다양한 태도를 갖춘 정형적 인물이 되어 주로 즉흥 연기에 쓰였다. 가장 유명하고 성공적인 팬터마임 데임은 댄 레노였다. 제1차 세계 대전과 제2차 세계 대전 이후 극장과 영화의 풍경이 바뀌면서 팬터마임 데임의 입지도 줄어들게 되었다.

### 인도
2018년 9월 6일 인도 대법원은 인도 형법 377조를 성인 간의 합의된 동성애 성관계에 적용하는 것은 위헌이며 "비합리적이고 변명의 여지가 없이 명백히 임의적"이라고 판결하였다. 이후 인도의 드래그 문화는 성장하였고 주류 예술 문화가 되었다. 랄리트 그룹의 호텔 체인은 뭄바이와 델리, 벵갈리리와 같은 인도 주요 도시에서 드래그 공연이 열리는 클럽 프랜차이즈를 전개하였다. 인도의 드래그 아티스트로는 마야 더 드래그 퀸, 라니 코히누르(수샨트 디브기카르), 러시 몬순, 베타 난 스톱, 트로피칼 마르카, 지샨 알리, 파트루니 치다난다 사스트리가 있다.

## 드래그 퀸 이름

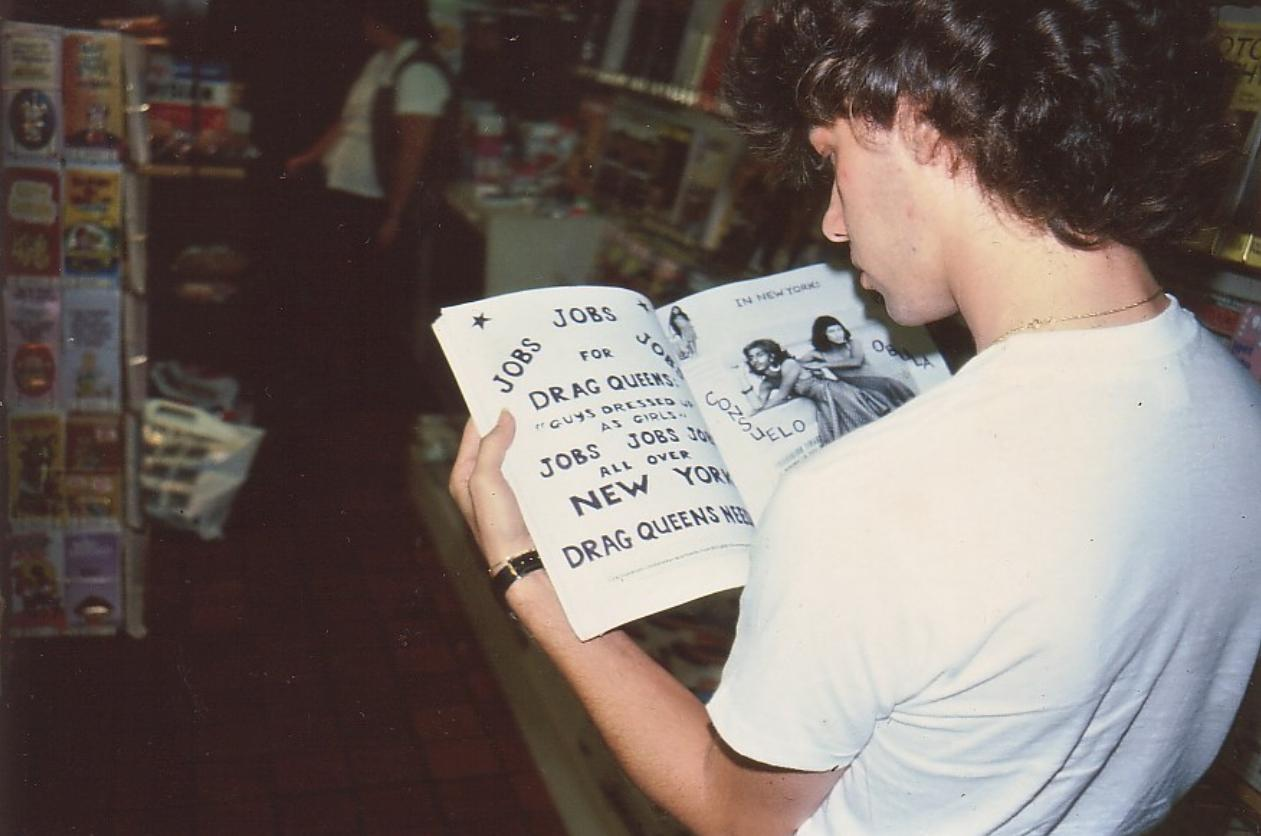
《와일드 사이드 스토리》에서 패러디한 드래그 퀸 직업 광고

드래그 퀸은 드래그 이름을 직접 선택하거나 "드래그 어머니"라고 부르는 친구가 정해주기도 하는데, 드래그 마더에게 이름을 받은 드래그 퀸은 "드래그 딸"이 된다. 드래그 어머니와 드래그 딸은 스승과 제자의 관계와 비슷하다. 드래그 가족 개념은 볼 문화와 드래그 "하우스"의 일부이기도 하다.

## 드래그 예술

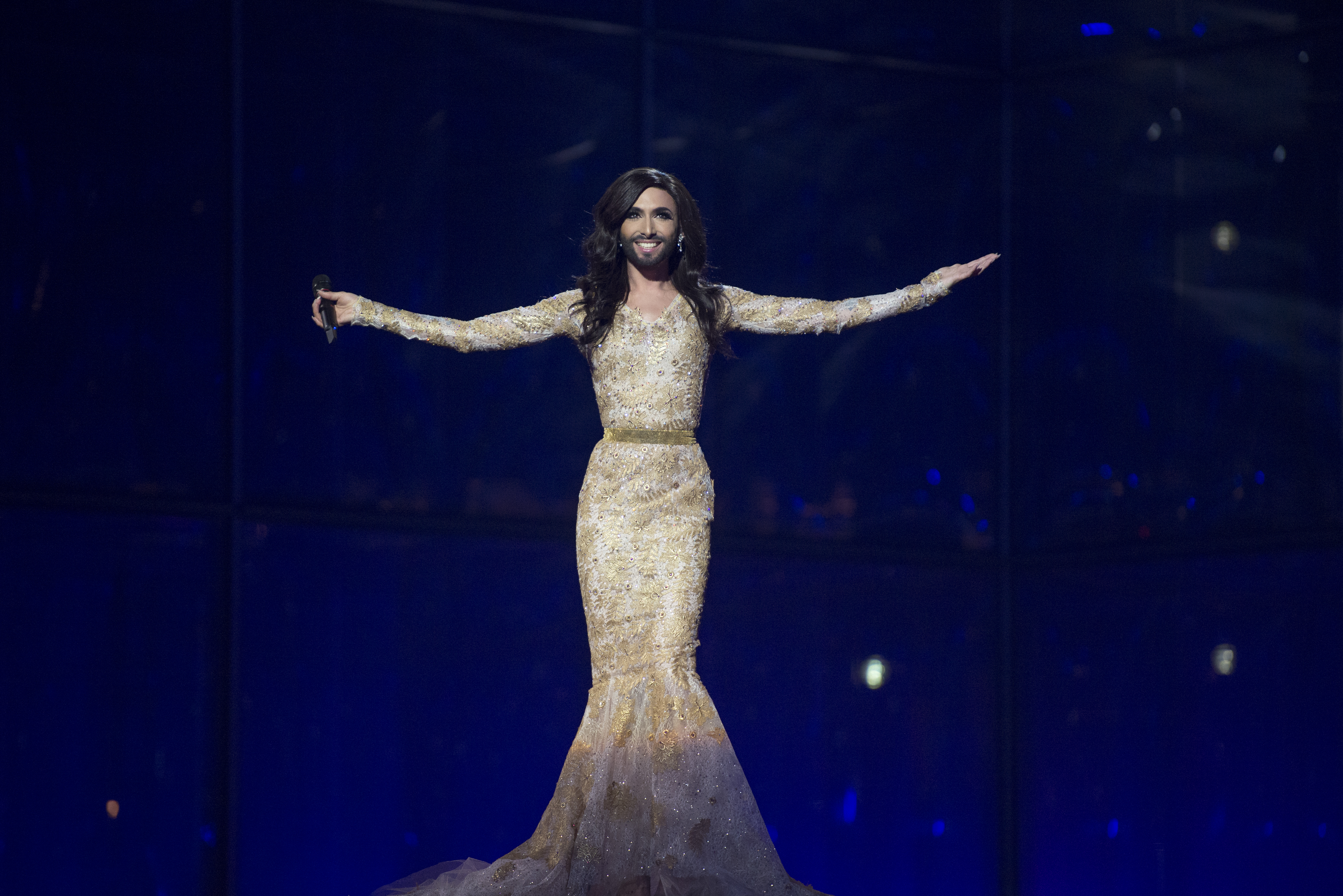
2014년 유로비전 송 콘테스트 우승자 콘치타 부르스트

드래그, 또는 캐릭터가 되어가는 과정에는 몇 시간이 소요될 수 있다. 드래그 퀸은 자신의 외모로 특정한 스타일이나 유명인사의 인상, 메시지를 겨냥할 수 있다. 머리모양과 메이크업, 의상은 드래그 퀸에게 가장 중요한 필수 요소이다. 드래그 퀸은 전형적인 여성이 하는 것보다 훨씬 더 많은 화장을 하여 과장된 모습을 추구하는 경향이 있다.
어떤 사람들은 단순히 자기 표현의 수단으로 드래그를 하지만, 외모 준비를 모두 갖춘 드래그 퀸은 종종 클럽이나 바에 나가 "드래그 쇼"를 공연한다. 많은 드래그 퀸이 다양한 쇼를 하며 돈을 벌기 위해 옷을 입지만, 상근직을 다니며 취미로만 옷을 입는 것을 즐기는 드래그 퀸도 있다.
드래그 쇼와 드래그 퀸의 기타 지적 재산의 많은 영역들이 지적재산법의 보호를 받을 수 없다. 드래그 퀸은 법적 보호의 부족을 대체하고 지적 재산을 보호하고자 사회적 규범으로 복귀하기도 한다.

## 엔터테인먼트

### 드래그 쇼와 장소

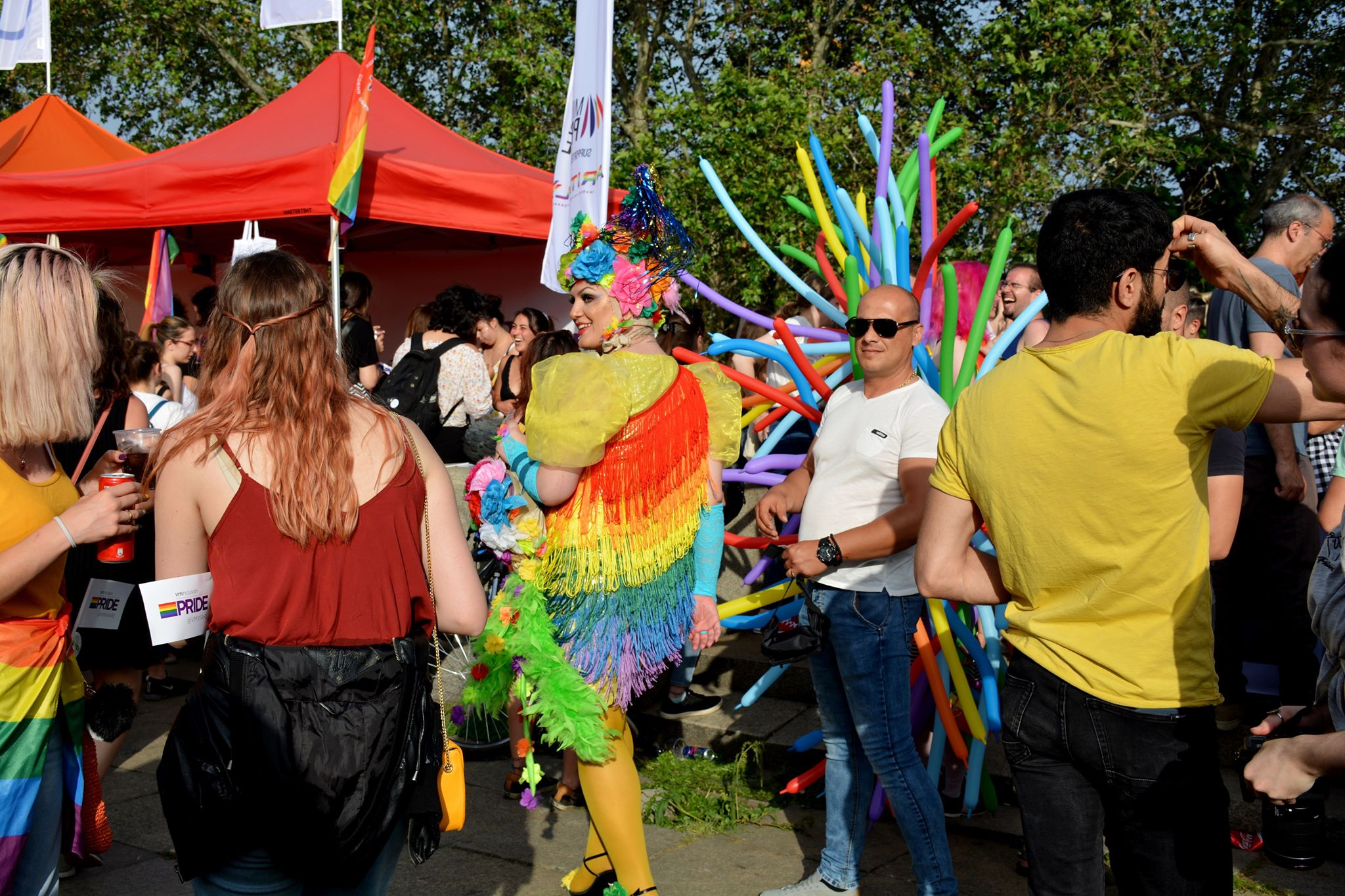
불가리아 2019년 소피아 프라이드의 드래그 퀸

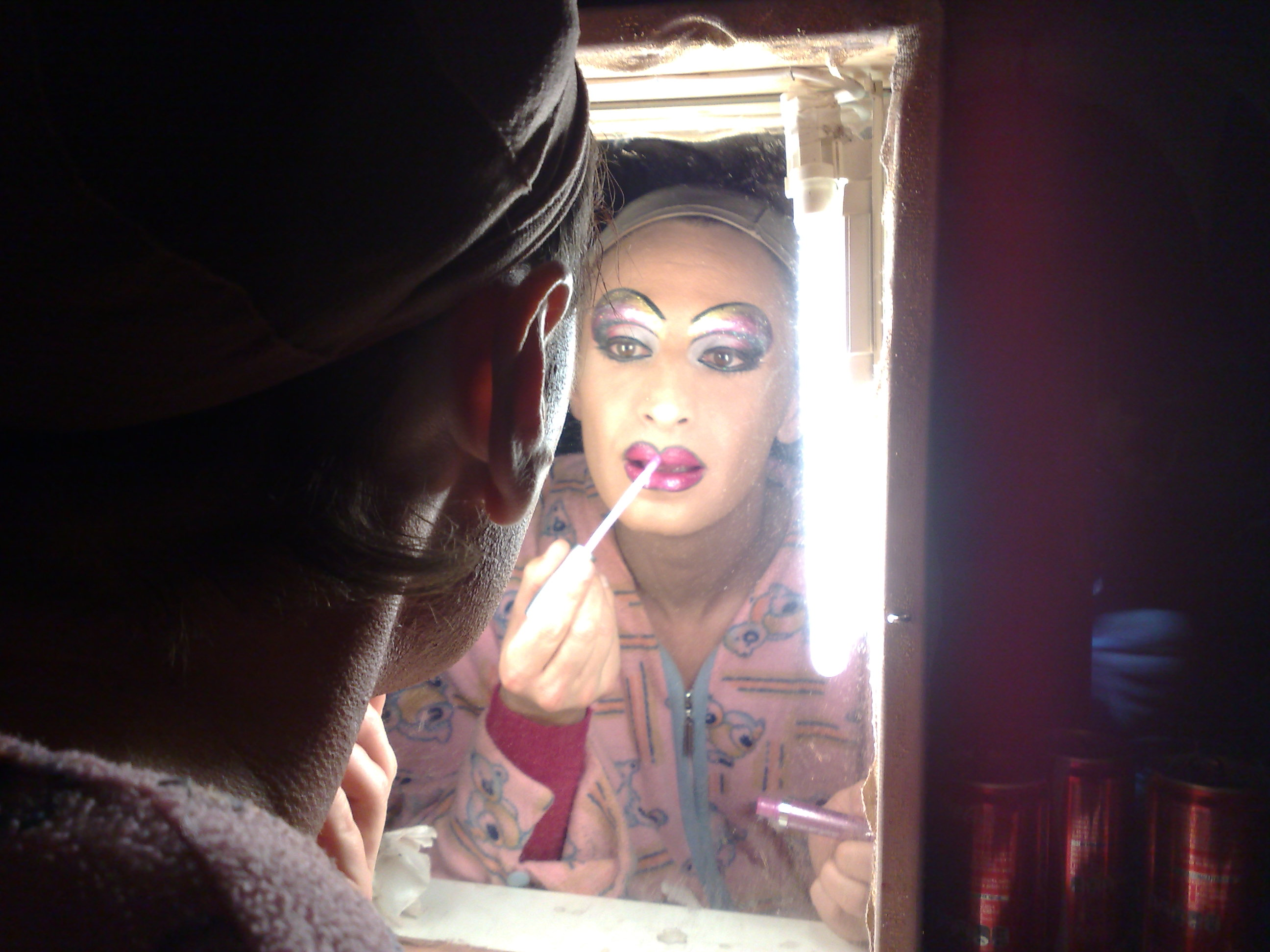
무대 화장을 준비하는 드래그 퀸

드래그 쇼는 청중을 즐겁게 하기 위한 다양한 노래와 독백, 촌극으로 구성된 엔터테인먼트의 한 영역으로, 공연자는 단독 또는 단체로 드래그를 하고 출연한다. 드래그 쇼의 범위는 작은 술집의 아마추어 공연에서 정교하게 연출된 무대 공연에 이를 정도로 다양하다. 많은 드래그 쇼에서 공연자는 미리 준비한 팬터마임이나 춤을 추면서 노래를 부르거나 립싱크를 한다. 공연자는 종종 정교한 의상과 화장을 하며 때로는 다양한 유명 여성 가수나 인물을 모방하는 의상을 입기도 한다. 일부 행사는 드래그를 중심으로 진행되는데, 서던 데커던스는 축제 행사를 주도적으로 이끄는 그랜드 마샬을 드래그 퀸으로 정하는 것이 전통이다.

### 음악
남성 음악 연예인 일부가 공연의 일부로 과장된 여성적 의상을 입지만 이들이 반드시 드래그 퀸인 것은 아니다. 예를 들어 보이 조지는 드래그 퀸 스타일의 의상을 입고 화장을 하였지만 본인이 드래그 퀸이 아니라고 말한 적이 있다. 그러나 루폴은 전문적인 드래그 퀸 공연자이자 가수이다.

### 텔레비전
2008년 중반 루폴은 리얼리티 텔레비전 게임 쇼 《루폴의 드래그 레이스》 제작을 시작하였고 프로그램은 2009년 2월 방영을 시작하였다. 프로그램의 전제는 루폴과 심사위원단이 "미국의 차세대 드래그 슈퍼 스타"를 선정하기 위해 여러 드래그 퀸이 경쟁을 하는 것이다. 영감을 받은 유사한 스핀오프 쇼로는 《루폴의 드래그 U》와 《루폴의 드래그 레이스: 올스타》가 있다.

## 사회적 반응
드래그는 현대 동성애자의 삶에서 유명한 측면이 되었다. 전세계의 많은 게이 바와 클럽에서 드래그 쇼를 특별 파티로 개최한다. 쇼를 홍보하기 위해 여러 해에 걸쳐 "국제 드래그의 날" 행사가 열리기도 한다. 미국에서 드래그의 날은 3월 초에 열리는 것이 일반적이다.
텔레비전으로 방영된 드래그 대회 《루폴의 드래그 레이스》는 로고 텔레비전 네트워크에서 가장 성공한 프로그램이다. 루폴은 2016년 프라임타임 에미상 리얼리티 및 리얼리티 경쟁 프로그램 부문 최우수 진행자를 수상하였다. 또한 2018년에는 프라임타임 에미상 최우수 리얼리티 경쟁 프로그램과 프라임타임 에미상 리얼리티 및 리얼리티 경쟁 프로그램 부문 최우수 진행자를 같은 해에 동시 수상한 첫 번째 쇼가 되었다. 그러나, 우승자와 참가자가 주류 리얼리티 쇼 참가자와 동일한 수준으로 인정받지는 못하였다.
루폴은 2018년 3월 16일 텔레비전 산업에 기여한 공로로 할리우드 명예의 거리에 입성하였으며, 이 영예를 갖게 된 첫 번째 드래그 퀸이 되었다.

## 같이 보기
- 《커버 걸》
- 크로스드레싱
- 드래그 미인 대회
- 드래그 킹
- 포 퀸
- 피노키오 클럽
- 임페리얼 코트 시스템
- 드래그 퀸 목록
- 영원한 방종의 자매들
- 프리실라
- 와일드 사이드 스토리

## 주해
1. ↑  한 출처에서는 1947년 사건이 발생하였다고 주장하고,[44] 다른 출처는 시기가 불분명하다고 적었으며,[45] 《뉴욕 타임즈》의 허버트 부고 기사에서는 허버트의 10대 시절에 발생하였다고 적고 있다.[46] 이렇게 주장이 엇갈리는 이유는 이 체포와 중대 외설로 인한 두 번째 체포를 혼동하였기 때문일 수 있다. 허버트는 1948년 미미코의 개혁학교에서 외설죄로 또다른 형을 선고 받았다.[44]
2. ↑  한 출처에는 허버트가 궬프에서 6개월 동안 수감되었다고 말하며,[45] 다른 출처에는 4개월 동안 수감되었다고 나와있다.[44]

## 더 읽어보기
- Horowitz, Katie R. (Winter 2013). “The Trouble with "Queerness": Drag and the Making of Two Cultures”. 《Signs》 38 (2): 303–326. doi:10.1086/667199. JSTOR 10.1086/667199. S2CID 147280045. - 10.1086/667199